# Kvinna till Kvinna

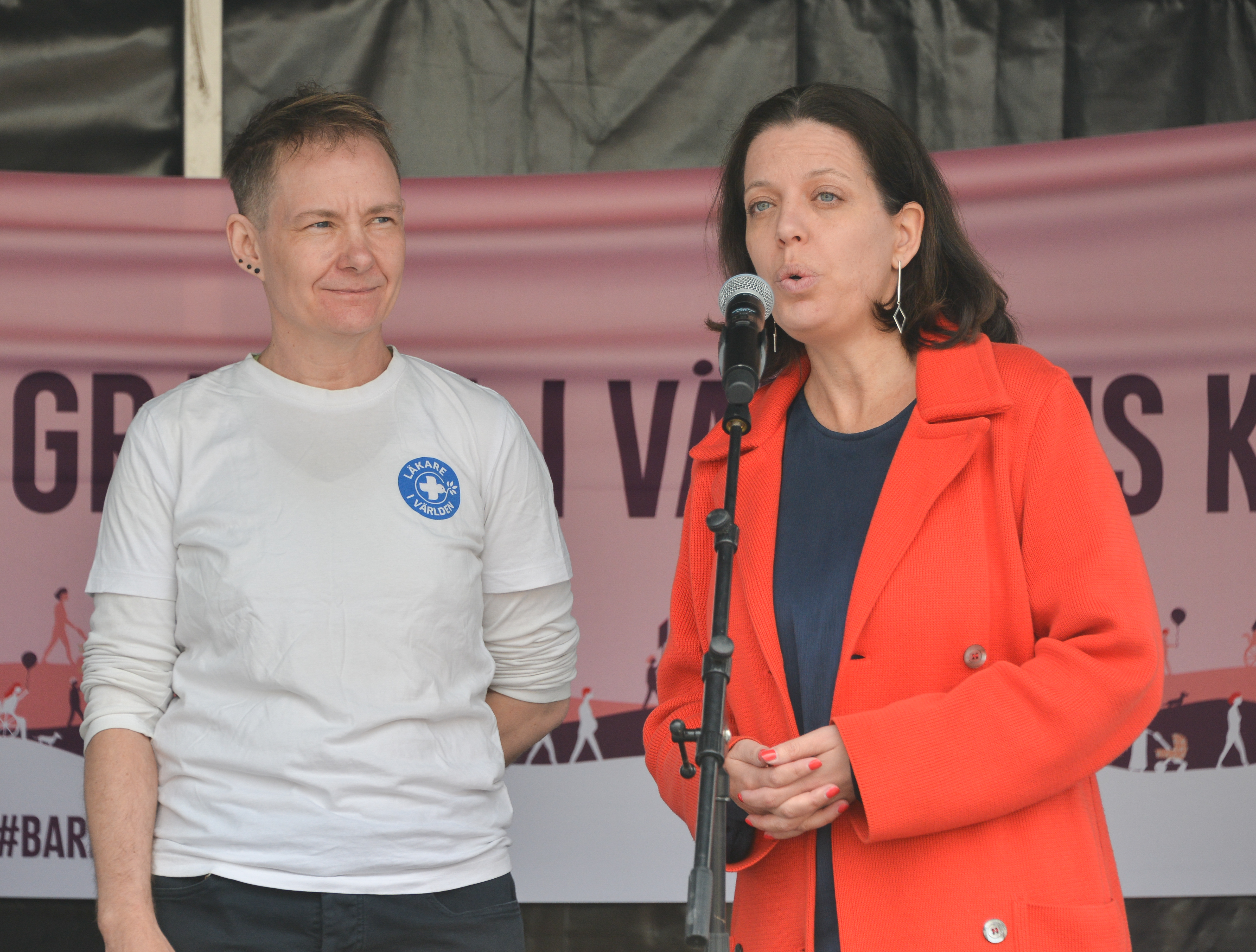
Petra Tötterman Andorff talar på Sergels torg i Stockholm 2019 inför Barnvagnsmarschen. Till vänster: Eliot Wieslander.

Kvinna till Kvinna är en svensk insamlingsstiftelse som stödjer kvinnorättsorganisationer i krigs- och konfliktdrabbade områden.

## Historia
Kvinna till Kvinna har sina rötter i en debattartikel som publicerades i Dagens Nyheter 1993, i samband med krigen på Balkan. Freds- och kvinnorörelsen i Sverige nåddes under kriget av rapporter om systematiska övergrepp mot kvinnor vilket fick dem att organisera sig för att hjälp kvinnorna på Balkan. Debattartikeln skrevs under appellen Kvinna till Kvinna och följdes av en insamling till förmån för kvinnorörelserna på Balkan. Under ett par år fungerade Kvinna till Kvinna som ett nätverk. År 1995 bildades insamlingsstiftelsen Kvinna till Kvinna av Internationella kvinnoförbundet för fred och frihet och Svenska freds- och skiljedomsföreningen.

## Verksamhet

### Syfte
Kvinna till Kvinna stödjer kvinnor i krig och konflikter, informerar om kvinnors situation i krig och informerar och skapar opinion kring vikten av att involvera kvinnor i arbetet för fred och återuppbyggnad. Arbetet fokuserar på sex teman:
1. fler kvinnor i fredsprocesser
2. rätten till sin kropp
3. skapa mötesplatser
4. stärka kvinnorättsförsvarare
5. säkerhet för alla
6. att öka kvinnors makt

### Arbete
Kvinna till Kvinna arbetar för kvinnors rättigheter och fred, bland annat genom att stödja organisationer som skapar mötesplatser för kvinnor, skapar dialog i konflikter, utbildar om kvinnors mänskliga rättigheter och motverkar våld mot kvinnor. Kvinna till Kvinna stöttar samarbetsorganisationerna genom ekonomisk hjälp och genom att förmedla kontakter. Kvinna till Kvinna bedriver också nationellt och internationellt påverkansarbete för att öka kvinnors representation i fredsprocesser.
Kvinna till Kvinna är verksamma i följande regioner:

#### Afrika[8]
- Demokratiska republiken Kongo
- Egypten
- Liberia
- Rwanda
- Tunisien
- Sierra Leone
- Uganda

#### Europa[9]
- Bosnien-Hercegovina
- Kosovo
- Nordmakedonien
- Serbien
- Albanien
- Montenegro
- Sverige
- Ukraina

#### Mellanöstern[10]
- Jordanien
- Palestina
- Irak
- Libanon
- Syrien

#### Södra Kaukasien[11]
- Armenien

#### FN:s säkerhetsråds resolution 1325
Kvinna till Kvinna var en av de drivande bakom arbetet med att ta fram FN:s säkerhetsråds resolution 1325 om kvinnor, fred och säkerhet. I dag arbetar stiftelsen med att förverkliga resolutionen, bland annat genom utbildning och politiskt påverkansarbete. En av utbildningarna Kvinna till Kvinna ger är inom det internationella utbildningsprogram som Sida erbjuder med utgångspunkt i FN:s säkerhetsråds resolution 1325 om kvinnor, fred och säkerhet.

### Organisation
Kvinna till kvinna stödjer mer än 100 kvinnorättsorganisationer i Afrika, Europa, Mellanöstern och Södra Kaukasien. Insamlingsstiftelsen har kontor med personal i alla fyra områden. Kvinna till Kvinnas huvudkontor ligger i Stockholm och har cirka 60 anställda. Totalt har insamlingsstiftelsen omkring 130 anställda.

#### Styrelse
Kvinna till Kvinnas styrelse består av en ordförande och sex ordinarie ledamöter. 2019 tog Devrim Mavi över som styrelseordförande efter Birgit Hansson.    

## Utmärkelser

### The Right Livelihood Award
År 2002 tilldelades Kvinna till Kvinna Right Livelihood Award. Stiftelsen tilldelades priset för sitt arbete med att läka sår efter etniskt hat och krig på Balkan.

### Årets väckarklocka
År 2009 tilldelades Kvinna till Kvinna priset Årets väckarklocka av Elin Wägner-sällskapet. Stiftelsen tilldelades priset för sitt mångåriga och framgångsrika arbete med att stödja och lyfta fram kvinnors arbete för fred, demokrati och mänskliga rättigheter.

### FUF-priset
År 2013 tilldelades Kvinna till Kvinna FUF-priset av Föreningen för utvecklingsfrågor. Priset tilldelades stiftelsen för deras arbete för kvinnors säkerhet och rättigheter i konflikt- och postkonfliktområden.

### SIME Non-Profit Challenge Award
År 2013 tilldelades Kvinna till Kvinna SIME Non-Profit Challenge Award.

### Årets insamlingskampanj
År 2018 belönades Kvinna till Kvinna för deras julkampanj ”Mäns våld mot kvinnor tar inte julledigt.” av Giva Sverige. Juryn motiverade priset med att ”Kvinna till Kvinna visar att det med en begränsad budget och relativt låg varumärkeskännedom går att få ett genomslag även i juletid, som leder till fler givare och ökade intäkter”.